# Thyriodes terrabensis
Thyriodes terrabensis là một loài bướm đêm trong họ Noctuidae.